# تويتر والغاز المسيل للدموع
تويتر والغاز المسيل للدموع: قوة وهشاشة الاحتجاج الشبكي هو كتاب غير خيالي صدر عام 2017 بقلم زينب توفيكجي حول الاحتجاج في عصر الإنترنت والشبكات الاجتماعية ووسائل التواصل الاجتماعي . يصف توفيكجي الإنترنت كنوع جديد من المجال العام الرقمي ويقارن بين الحركات الاحتجاجية عبر التاريخ والحركات الحديثة التي استخدمت الإنترنت. الكتاب متاح مجانًا بموجب رخصة المشاع الإبداعي .

## ملخص
ويؤكد توفيكجي طوال الوقت على أن المساحات الإلكترونية ووسائل التواصل الاجتماعي تشكل مجالًا عامًا مهمًا وليس مجرد امتدادات افتراضية لحياة الناس. وتؤكد أنه لا يمكن الحكم على الحركات التي سبقت الإنترنت والتي تلتها بنفس المعايير. لقد أعطى الإنترنت المتظاهرين القدرة على التجمع والتوسع بسرعة: فقد اجتذبت مسيرة واشنطن عام 1963 مئات الآلاف وكانت نتيجة لعدة أشهر من التخطيط في جهد متعدد السنوات، في حين تجمعت حشود ضخمة خلال الثورة المصرية عام 2011 في ميدان التحرير في غضون أيام قليلة. وهي تصف "قدرة" الحركة و"إشارتها". القدرة هي قدرتها على (على سبيل المثال) السيطرة على سرد ما، أو تعطيل الوضع الراهن، أو التأثير على التغيير التشريعي أو الهيكلي. وتعتبر الاحتجاجات "إشارة" إلى هذه القدرات. لقد بنت حركة الحقوق المدنية مثل هذه القدرات وحققت تغييراً كبيراً، في حين نجحت الاحتجاجات مثل احتلوا وول ستريت في جمع حشود كبيرة ولكنها باءت بالفشل. وتصف ما يسمى بـ"التجميد التكتيكي"، حيث تصبح الحركات غير قادرة على الاستجابة للتدابير المضادة الحتمية التي تتخذها الحكومة. وقد تستخدم الحكومات أيضًا أساليب الرقابة مثل التلاعب بالاهتمام من خلال إغراق وسائل التواصل الاجتماعي بمعلومات غير ذات صلة أو مضللة، كما هو الحال مع جيش الخمسين سنتًا في الصين، أو دفع الناشطين نحو الرقابة الذاتية من خلال المضايقات عبر الإنترنت .

## استقبال
تم اختيار كتاب "تويتر والغاز المسيل للدموع" كواحد من بين 50 عملاً بارزًا من الأعمال غير الروائية من قبل صحيفة واشنطن بوست .  أشادت مراجعة من إحدى الصحف بالكتاب لوجهة نظره التحويلية حول دور التكنولوجيا الرقمية في القضايا النشطة.  ووصفت مراجعة أخرى الكتاب بأنه توثيق أساسي لكيفية لعب وسائل التواصل الاجتماعي دورًا في الاحتجاجات. 

## روابط خارجية
- الموقع الرسمي